# هاريس ميرتون ليون
هاريس ميرتون ليون (بالإنجليزية: Harris Merton Lyon)‏ هو كاتب أمريكي، ولد في 1882 في نيويورك في الولايات المتحدة، وتوفي في 1916 بسبب التهاب الكلى.